# IJHC Dordrecht Lions
Le IJHC Dordrecht Lions est un club de hockey sur glace de Dordrecht aux Pays-Bas. Il évolue en BeNe League.